# Bomfunk MC's
Bomfunk MC's is een Finse breakbeatgroep die werd opgericht in 1998.
De groep brak door in 1999 met het nummer Freestyler, in eerste instantie in Finland maar in 2000 veroverde dit nummer ook de rest van Europa en werd in onder meer Duitsland, Denemarken, België en Nederland een nummer 1-hit. De Bomfunk MC's won in dat jaar een MTV Award voor beste Scandinavische groep.
In de zomer van 2000 speelden ze nog op de Main Stage van Rock Werchter. In 2002 verliet DJ Gismo de groep, waarna Riku Pentti en Okke Kuomolainen hem vervingen.
De actieve status van de groep was voor 14 jaar onbekend. Van 2005 tot 2019 werd er niks meer van hen vernomen en was het onduidelijk of de groep nog wel bestond. Begin 2019 kwam er uiteindelijk toch een reünie met twee originele leden: Raymond Ebanks en Ismo Lappalainen. In februari 2019 kwam er een nieuwe versie van de videoclip voor het nummer Freestyler uit en werd bekend dat de groep in de zomer van 2019 enkele optredens gaat doen.

## Discografie

### Albums
| Album met eventuele hitnotering(en) in de Nederlandse Album Top 100 | Datum van verschijnen | Datum van binnenkomst | Hoogste positie | Aantal weken | Opmerkingen |
| ------------------------------------------------------------------- | --------------------- | --------------------- | --------------- | ------------ | ----------- |
| In stereo                                                           | 2000                  | 15-04-2000            | 35              | 22           |             |
| Burnin Sneakers                                                     | 2002                  | 01-05-2002            | -               | -            |             |
| Reverse Psychology                                                  | 2004                  | 20-09-2004            | -               | -            |             |

| Album met hitnotering(en) in de Vlaamse Ultratop 200 albums | Datum van verschijnen | Datum van binnenkomst | Hoogste positie | Aantal weken | Opmerkingen |
| ----------------------------------------------------------- | --------------------- | --------------------- | --------------- | ------------ | ----------- |
| In stereo                                                   | 2000                  | 22-04-2000            | 11              | 20           |             |

### Singles
| Single met eventuele hitnotering(en) in de Nederlandse Top 40 | Datum van verschijnen | Datum van binnenkomst | Hoogste positie | Aantal weken | Opmerkingen                                           |
| ------------------------------------------------------------- | --------------------- | --------------------- | --------------- | ------------ | ----------------------------------------------------- |
| Freestyler                                                    | 2000                  | 11-03-2000            | 1(5wk)          | 16           | Nr.1 in de Single Top 100 / Dancesmash op Radio 538   |
| B boys & Flygirls                                             | 2000                  | 08-07-2000            | 13              | 7            | Nr. 14 in de Single Top 100 / Dancesmash op Radio 538 |
| Super electric                                                | 2001                  | -                     |                 |              | Nr. 75 in de Single Top 100                           |

| Single met hitnotering(en) in de Vlaamse Ultratop 50 | Datum van verschijnen | Datum van binnenkomst | Hoogste positie | Aantal weken | Opmerkingen         |
| ---------------------------------------------------- | --------------------- | --------------------- | --------------- | ------------ | ------------------- |
| Freestyler                                           | 2000                  | 01-04-2000            | 1(8wk)          | 20           |                     |
| B boys & flygirls                                    | 2000                  | 17-06-2000            | 4               | 12           |                     |
| Live your life                                       | 2002                  | 01-06-2002            | 37              | 5            | met Max'c           |
| (Crack it) Something going on                        | 2002                  | 24-08-2002            | 31              | 5            | met Jessica Folcker |

### NPO Radio 2 Top 2000
| Nummer met noteringen in de NPO Radio 2 Top 2000 | '15  | '16  | '17  | '18  |
| ------------------------------------------------ | ---- | ---- | ---- | ---- |
| Freestyler                                       | 1861 | 1714 | 1472 | 1797 |

1. ↑  Een vetgedrukt getal geeft de hoogste notering aan.
2. ↑  2015 was het eerste jaar met een notering voor dit nummer.
3. ↑  Deze tabel is bijgewerkt tot en met de laatste editie (2024).

- Bibliothèque nationale de France: cb14033852h (data)
- Gemeinsame Normdatei: 16043092-6
- International Standard Name Identifier: 0000 0001 0730 366X
- MusicBrainz: 5dfbf314-2052-4c3b-9a7a-5270fb3b2a55
- Nationale Bibliotheek van Tsjechië: mzk2003202077
- Nationale Bibliotheek van Polen: a0000003235734
- Virtual International Authority File: 158175208